# Anuppur (Distrikt)
Anuppur ist ein Distrikt im indischen Bundesstaat Madhya Pradesh. Verwaltungssitz ist die Stadt Anuppur.

## Geografie
Der Distrikt liegt im Osten des Bundesstaats Madhya Pradesh an der Grenze zum Bundesstaat Chhattisgarh. Er grenzt im Norden an den Distrikt Shahdol, im Osten und Südosten an den Bundesstaat Chhattisgarh, im Süden, Südwesten und Westen an den Distrikt Dindori sowie im Nordwesten an den Distrikt Umaria. Die Fläche beträgt 3747 km². Rund ein Drittel des Distrikts bestehen aus bewaldetem Bergland mit zahlreichen Hügeln. Die Quelle des Flusses Narmada   liegt auf dem Boden des Distrikts. Ein weiterer wichtiger Fluss ist der Son. Das Gebiet liegt zwischen 470 und 1170 Metern über Meeresniveau und besteht aus dem Maikal-Höhenzug und der Hochebene von Amarkantak.

### Klima
Beinahe 90 % der jährlichen Regenmenge fallen in der Monsunzeit von Juni bis September. Die jährliche Regenmenge unterliegt starken Schwankungen. Wegen des Klimawandels haben sich die Unterschiede noch vergrößert. Die durchschnittlichen Tagestemperaturen schwanken zwischen 18,2° im Dezember und 31,6° im Mai.

## Geschichte
Der Distrikt entstand am 15. August 2003 durch Abspaltung der Unterbezirke (Blocks) Anuppur, Jaithari, Kotma und Pushparajgarh vom bisherigen Distrikt Shahdol.

## Bevölkerung

### Übersicht
Die Einwohnerzahl lag 2011 bei 749.237. Die Bevölkerungswachstumsrate im Zeitraum von 2001 bis 2011 betrug 12,30 %. Anuppur hat ein Geschlechterverhältnis von 976 Frauen pro 1000 Männer und damit einen für Indien üblichen Männerüberschuss. Der Distrikt hatte 2011 eine Alphabetisierungsrate von 67,88 %, eine Steigerung um knapp 8 Prozentpunkte gegenüber dem Jahr 2001. Die Alphabetisierung liegt damit unter dem nationalen Durchschnitt. Knapp 92 % der Bevölkerung sind Hindus und ca. 3 % sind Muslime. Sonstige Religionen und religionslose haben einen Anteil von ca. 5 % an der Bevölkerung. 14,2 % der Bevölkerung sind Kinder unter 6 Jahre.

### Bevölkerungsentwicklung
In den ersten Jahrzehnten des 20. Jahrhunderts wuchs die Bevölkerung bereits stark. Trotz Seuchen, Krankheiten und Hungersnöten. Seit der Unabhängigkeit Indiens hat sich die Bevölkerungszunahme beschleunigt. Seit 1961 war in den jeweils zehn Jahren zwischen den einzelnen Volkszählungen ein sehr starkes Wachstum zu verzeichnen. Während die Bevölkerung in der ersten Hälfte des 20. Jahrhunderts um rund 60 % zunahm, betrug das Wachstum in den fünfzig Jahren zwischen 1961 und 2011 201 %. Die Bevölkerungszunahme zwischen 2001 und 2011 lag bei 12,30 % oder rund 82.000 Menschen. Die Entwicklung verdeutlichen folgende Tabellen:
| Jahr      | 1901    | 1911    | 1921    | 1931    | 1941    | 1951    | 1961    | 1971    | 1981    | 1991    |
| Einwohner | 128.297 | 146.726 | 136.290 | 164.224 | 187.591 | 205.240 | 249.115 | 310.763 | 418.833 | 556.074 |

### Bedeutende Orte
Im Distrikt gibt es insgesamt 13 Orte, die als Städte (towns und census towns) gelten. Dennoch ist der Anteil der städtischer Bevölkerung im Distrikt gering. Denn nur 205.241 der 749.237 Einwohner oder 27,39 % leben in städtischen Gebieten. Die fünf Orte mit mehr als 10.000 Einwohnern sind:

### Volksgruppen
In Indien teilt man die Bevölkerung in die drei Kategorien general population, scheduled castes und scheduled tribes ein. Die scheduled castes (anerkannte Kasten) mit (2011) 74.385 Menschen (9,93 Prozent der Bevölkerung) werden heutzutage Dalit genannt (früher auch abschätzig Unberührbare betitelt). Die scheduled tribes sind die anerkannten Stammesgemeinschaften mit (2011) 358.543 Menschen (47,85 Prozent der Bevölkerung), die sich selber als Adivasi bezeichnen. Zu ihnen gehören in Madhya Pradesh 46 Volksgruppen. Mehr als 5000 Angehörige zählen die Gond (219.919 Personen oder 29,35 % der Distriktsbevölkerung), Kol (38.889 Personen oder 5,19 % der Distriktsbevölkerung), Baiga (30.211 Personen oder 4,03 % der Distriktsbevölkerung), Panika (29.060 Personen oder 3,88 % der Distriktsbevölkerung), Pao (14.035 Personen oder 1,87 % der Distriktsbevölkerung) und Agariya (6242 Personen oder 0,83 % der Distriktsbevölkerung).

### Bevölkerung des Distrikts nach Bekenntnissen
Der Distrikt hat eine deutliche hinduistische Mehrheit. Doch gibt es mit den Muslimen und Anhängern traditioneller Religionen zwei kleinere Minderheiten im Distrikt.
In allen vier Blocks des Distrikts gibt es klare hinduistische Mehrheiten. Die muslimische Minderheit ist im Block Kotma mit 9584 Personen oder 7,95 % der dortigen Bevölkerung überdurchschnittlich vertreten. Und die Anhängerschaft der traditionellen Religionen konzentriert sich auf die Blocks Jaithari (11.238 Personen oder 12,11 % der dortigen Bevölkerung) und Pushparajgarh (19.781 Personen oder 8,60 % der dortigen Bevölkerung). Die genaue religiöse Zusammensetzung der Bevölkerung zeigt folgende Tabelle:
| Jahr                                   | Buddhisten | Buddhisten | Christen | Christen | Hindus  | Hindus | Jainas | Jainas | Muslime | Muslime | Sikhs | Sikhs | Andere Religionen | Andere Religionen | keine Angaben | keine Angaben | Total   | Total    |
| Jahr                                   | Zahl       | %          | Zahl     | %        | Zahl    | %      | Zahl   | %      | Zahl    | %       | Zahl  | %     | Zahl              | %                 | Zahl          | %             | Zahl    | %        |
| -------------------------------------- | ---------- | ---------- | -------- | -------- | ------- | ------ | ------ | ------ | ------- | ------- | ----- | ----- | ----------------- | ----------------- | ------------- | ------------- | ------- | -------- |
| 2011                                   | 86         | 0,01       | 2132     | 0,28     | 686.524 | 91,63  | 1653   | 0,22   | 21.473  | 2,87    | 606   | 0,08  | 35.434            | 4,73              | 1329          | 0,18          | 749.237 | 100,00 % |
| Quelle: Ergebnis der Volkszählung 2011 |            |            |          |          |         |        |        |        |         |         |       |       |                   |                   |               |               |         |          |

## Verwaltung
Der Distrikt gehört zur Division Shahdol und ist in die vier Blocks Anuppur, Jaithari, Kotma und Pushparajgarh unterteilt. Insgesamt zählt man 562 bewohnte Dörfer mit 282 Dorfverwaltungen (Gram Panchayat).

## Wirtschaft
Die Mehrheit der Einwohnerschaft arbeitet in der Landwirtschaft. Reis und Sojabohnen sind wichtige Anbauprodukte. Die Rohstoffe Bauxit und Kohle werden abgebaut. Weitere industrielle Bereiche sind die Holzwirtschaft und die Herstellung von Korbwaren.